# Sociaal-cultureel werk (Nederland)
Het sociaal-cultureel werk is een werkveld dat ontstond in de 19e eeuw naar aanleiding van armoede en slechte huisvesting, een situatie die met name in de steden snel verslechterde door de industriële revolutie in Europa en de VS. Het sociaal onderwijs heeft deze werkvorm later als opleiding uitgewerkt en geïntegreerd.

## Rond het jaar 1900
Aan eind van de negentiende eeuw stond het heropvoeden en het begeleiden van de arbeidersklasse centraal. Dit werd gedaan vanuit volkshuizen en bewaarscholen. Het doel was het verbeteren van de leefsituatie en het verbeteren van de positie van de arbeidersklasse en werklozen.
Het eerste volkshuis, Ons Huis, werd in 1892 in Amsterdam geopend.
In die jaren bestonden de volgende soorten sociaal-culturele instellingen: bewaarscholen, volkshuizen en volksontwikkelingswerk. De eerste vormen van het Nederlandse Sociaal Cultureel Werk waren volksopvoedkunde en voorlichtend werk voor arbeiders. Sociaal-cultureel werkers werden destijds bewaarders genoemd.
De volkshuizen werden gevestigd in steden en dorpen waar veel industriële bedrijvigheid plaatsvond.
Dit proces ging door tot de Tweede Wereldoorlog. In de jaren dertig ging men steeds meer met jongeren aan het werk. In Rotterdam werd het eerste jongensclubhuis, de Arend, geopend in 1928.

## Na de Tweede Wereldoorlog
Na de Tweede Wereldoorlog komt de naam Sociaal-cultureel Werk op en de vooroorlogse benamingen verdwijnen langzaam. Na de oorlog was het opbouwwerk belangrijk om het land en de bevolking te motiveren en te activeren bij de culturele en sociaal-economische opbouw. Denk daarbij aan jeugd- en jongerenwerk, kleuteronderwijs, maatschappelijk werk, gezinszorg en onderwijsvoorzieningen zoals huishoudelijk nijverheidsonderwijs en lager onderwijs.
Opbouwwerkers realiseerden dit door middel van adviezen aan de overheid met steun van de bevolking. In deze periode worden wethouders en gedeputeerden achter de broek gezeten bij de wederopbouw van het land.

## Bloeiperiode
In de jaren zestig ontstond mede door het ministerie van Cultuur, Recreatie en Maatschappelijk Werk (CRM) een breed scala aan welzijnsvoorzieningen in wijken van steden en in de dorpen. Het sociaal-cultureel werk werd door dit ministerie jarenlang gesubsidieerd. Net zoals onderwijs kreeg het welzijnswerk rijkssubsidie met riante regelingen.

## Invloed van het ministerie van CRM
Het ministerie van CRM was verantwoordelijk voor vele beleidsterreinen maar het was van 1965 tot 1982 een echt welzijnsministerie. Welzijn was destijds een apart ministerie en stond los van Volksgezondheid. Dit ministerie was gevestigd in Rijswijk.
Het ministerie van CRM was ook verantwoordelijk voor maatschappelijk werk, publieke omroepen, sociaal-cultureel werk, bijstandsuitkeringen, gehandicapteninstellingen en -beleid, natuurbeleid en -aanleg, ontwikkeling en aanleg van recreatieterreinen, kunst, cultuur, kinderopvang, basiseducatie en vormingswerk, drama-opleidingen, minderhedenbeleid, uitkeringen voor kunstenaars (BKR), sportbeleid en diverse overige beleidsgebieden op het gebied van cultuur, welzijn, recreatie, milieu en andere maatschappelijke gebieden.
Het ministerie van CRM had ook de eerste vrouwelijke minister van Nederland: Marga Klompé.
Door de riante regelingen van CRM die duurden tot 1980 kon het Sociaal-cultureel Werk enorm groeien in Nederland. Door heel Nederland ontstonden buurthuizen, jongerencentra, clubhuizen en wijkcentra, peuterspeelzalen, speel-o-theken, Jongeren Advies Centra (JAC) en jongerenactiviteitencentra.
Er ontstond een breed scala van werksoorten:
- Kinderwerk
- Jeugd- en jongerenwerk
- Club- en Buurthuiswerk
- Buurtwerk
- Vrouwenwerk
- Ouderenwerk
- Vormingswerk
- Basiseducatie en Volwasseneneducatie
- Opbouwwerk (wijkopbouwwerk, buurtopbouwwerk)
- Migrantenopbouwwerk
- Peuterspeelzaalwerk
- Kinderopvang
- Vrouwenemancipatie
- Buurtsport

## Werkveldontwikkeling in de jaren zestig en zeventig
In de jaren zestig en zeventig maakte deze sector een sterke groei door. In deze jaren werd met een scala van diverse doelgroepen gewerkt. Steeds meer gingen migranten en gastarbeiders, vrouwen, werklozen en de jeugd centraal staan.
In deze tijd werd in allerlei Sociaal-Cultureel Werk instellingen gewerkt aan het emanciperen van vrouwen door middel van V.O.S. activiteiten (Vrouwen Oriënteren op de samenleving). Het ondersteunen en het opkomen voor belangen van jongeren werd gedaan door de jongeren adviescentra (JAC's).

## Afbraak en inkrimping in de jaren tachtig
In de loop van de jaren tachtig worden door decentralisatie van de rijksoverheid de gemeenten verantwoordelijk voor het sociaal-cultureel werk. De sector krimpt sindsdien enorm in, vooral op het gebied van beroepskrachten die steeds meer een leidinggevende rol krijgen in plaats van een uitvoerende.
Het Kabinet Lubbers vindt dat gemeenten maar verantwoordelijk moeten zijn voor deze voorzieningen. Men vindt de sector te zweverig en te geldverslindend met weinig resultaat. Vandaar dat de Rijkssubsidie in de periode 1978 tot 1985 geleidelijk aan wordt gestopt. Sindsdien leeft deze sector op gemeentelijke of provinciale subsidies.

## Opleiding tot Sociaal Cultureel Werker

### Nederland
Door de inkrimping in de jaren tachtig stoppen een aantal instellingen voor beroepsonderwijs en sociale academies met hun SCW-opleidingen. In Nederland kan de opleiding tot sociaal-cultureel werker op mbo- of hbo-niveau gevolgd worden. Tot aan het begin van de jaren tachtig was er ook een universitaire opleiding die gericht was op sociaal-cultureel werk. De beroepsopleidingen van deze sector worden met name in grotere steden aangeboden bij grotere mbo- en hbo-instellingen.
In de jaren negentig komt het werkveld opnieuw in de belangstelling van de overheid, en vanwege het lage aantal afgestudeerde SCW-ers wordt er een campagne gevoerd om meer jongeren te motiveren om in deze sector te gaan studeren. Ook de opleidingen zijn gemoderniseerd in de jaren negentig. Zo is bijvoorbeeld de mbo-opleiding SCW aangevuld met twee nieuwe richtingen: 'Kunst, Cultuur en Media' en 'Sport & Recreatie'. De hbo-opleiding SCW is omgezet in Culturele maatschappelijke vorming (CMV) die breder van opzet is dan SCW.

### België
Aan hogescholen is sociaal-cultureel werk een afstudeerrichting binnen de opleiding Bachelor in sociaal werk. In veel opleidingen wordt er algemeen gestart met "sociaal werk", waarna de studenten uiteindelijk een keuze kunnen maken tussen maatschappelijk werk en sociaal-cultureel werk.
In het volwassen hoger beroepsonderwijs is het mogelijk een graduaat sociaal-cultureel werk te behalen.

## Periode van bloei[bron?]en nieuwe inkrimping
Anno 2005 wordt er weer bezuinigd op sociaal-cultureel werk maar het werkveld en beroep blijven zeker belangrijk.
De rijksoverheid geeft steeds minder geld voor specifiek welzijnsbeleid en de gemeente geeft daardoor minder geld uit aan diverse doelgroepen. Dit komt mede door de marktwerking die in jaren tachtig is ingezet.
Vaste subsidiëring is een uitzondering geworden; sociaal-culturele instellingen moeten hun werking uitvoeriger toelichten en worden betoelaagd per project (en niet ambtshalve voor een volledig werkjaar).